# Захоплення мюона

Діаграма Фейнмана захоплення мюона. Негативно заряджений мюон захоплюється протоном. Протон перетворюється на нейтрон і випромінюється мюонне нейтрино. Взаємодія здійснюється за допомогою W-бозона.

Захоплення мюона — це захоплення негативного мюона протоном, що зазвичай призводить до утворення нейтрона та нейтрино, а іноді й гамма-фотона.
Захоплення мюонів важкими ядрами часто призводить до випромінювання частинок; найчастіше нейтрони, але також можуть випромінюватись заряджені частинки.
Звичайне захоплення мюона передбачає захоплення негативного мюона з атомної орбіталі без випромінювання гамма-фотона:
μ−
 + 
p+
 → 
νμ + 
n0

Радіаційне захоплення мюона — це версія захоплення мюона, де випромінюється гамма-фотон:
μ−
 + 
p+
 → 
νμ + 
n0
 + 
γ
Теоретичною мотивацією для вивчення мюонного захоплення протоном є його зв'язок із викликаним протоном псевдоскалярним формфактором gp .

## Практичне застосування— утилізація ядерних відходів
Захоплення мюонів досліджується для практичного застосування в утилізації радіоактивних відходів, наприклад, у штучній трансмутації великої кількості довгоживучих радіоактивних відходів, які утворилися в усьому світі реакторами поділу. Радіоактивні відходи можуть бути перетворені на стабільні ізотопи після опромінення мюонами (
μ−
) від компактного прискорювача протонів.